# Izabela Bourbonská
Izabela Bourbonská či Alžběta Bourbonská (francouzsky: Élisabeth de France, Élisabeth de Bourbon, španělsky Isabel de Borbón), (22. listopadu 1602, Fontainebleau – 6. října 1644, Madrid), francouzská princezna a provdaná královna španělská, portugalská, neapolská a sicilská.

## Život

### Původ

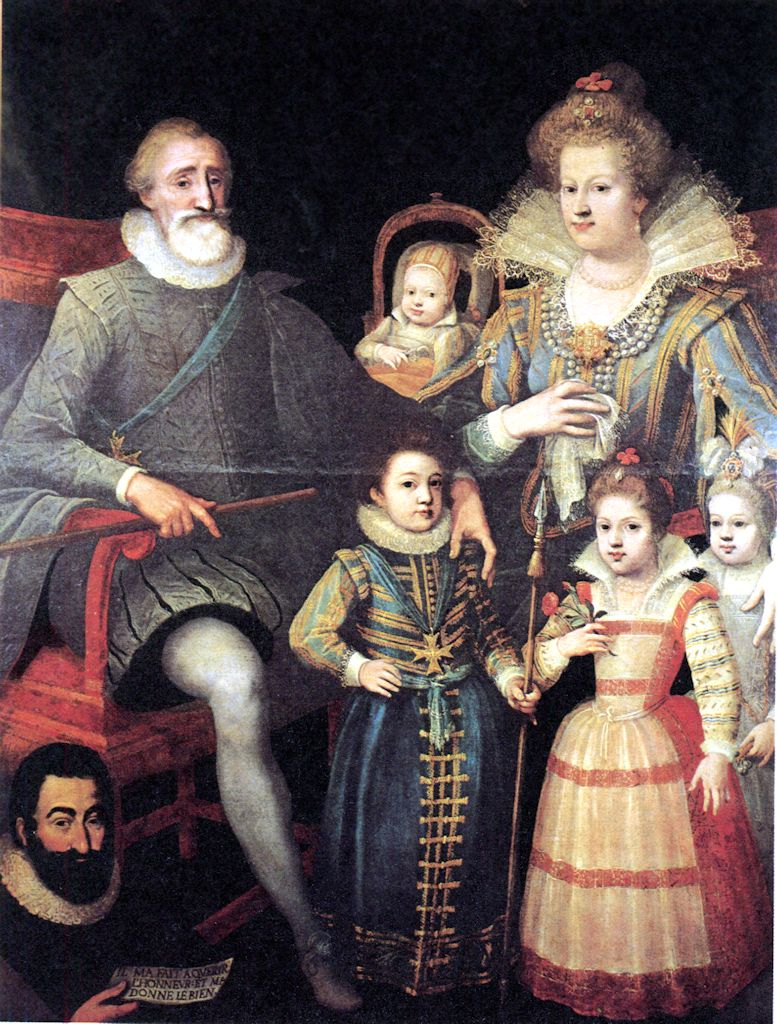
Izabela s rodiči a sourozenci

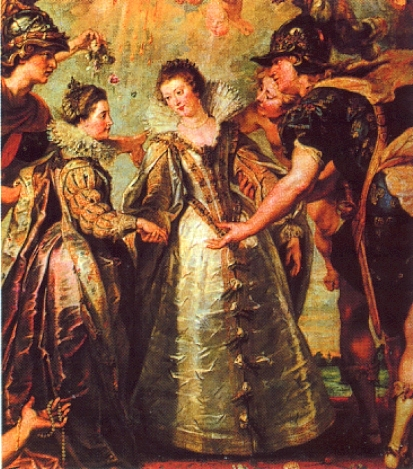
Výměna princezen na Ile des Faisans

Izabela, jako dcera francouzského a navarrského krále Jindřicha IV. a jeho manželky Marie Medicejské, byla příslušnicí vládnoucího domu Bourbonů. Vyrůstala společně s pěti sourozenci: Ludvíkem (1601–1643), Kristinou Marií (1606–1663), Nikolasem (1607–1611), Gastonem (1608–1660) a Henriettou Marií (1609–1669).

### Dohodnutý sňatek
V důsledku prošpanělské politiky vedené královnou regentkou Marií Medicejskou byl dohodnut dvojitý královský sňatek stvrzující spojenectví Francie a Španělska. Samotnému sňatku předcházelo dne 9. listopadu 1615 slavnostní předání princezen na neutrálním území: na západním úpatí Pyrenejí protéká řeka Bidassoa, která tvoří přirozenou hranici mezi Španělskem a Francií; v jejím řečišti se nachází Bažantí ostrov (Ile des Faisans), kde se na okamžik setkala španělská infantka Anna a francouzská princezna.
Zde byla Izabela Bourbonská, kterou se její matka, na rozdíl od bratra Ludvíka, neobtěžovala doprovodit, předána Filipu III. a ve Španělsku se provdala za prince Asturského, budoucího krále Filipa IV. Tehdy Izabela viděla svého bratra Ludvíka XIII. naposledy.
Oba sňatky se uskutečnily per procurationem (v zastoupení) současně téhož dne 25. listopadu – Izabely a Filipa v Burgose, Anny a Ludvíka v Bordeaux.

### Královna
Ve Španělsku si francouzská princezna Alžběta změnila jméno na jeho španělskou podobu Isabela. Po smrti svého tchána Filipa III. 31. března 1621 se stala královnou Španělska a Portugalska. Vynikala fyzickou krásou, vysokým intelektem a ušlechtilou povahou, které jí získaly lásku španělského lidu. Z počátku se do politických záležitostí nevměšovala a věnovala se svým zálibám. Měla ráda básně a umění vůbec. Velký zájem projevovala o divadlo.
Ke konci svého života, v období politické krize byl jejím přičiněním osvobozen králův oblíbenec hrabě Olivares.

### Manželství
Její manželství nepatřilo k vydařeným. Filip ji často podváděl a měl řadu potomků z levého boku, na veřejnosti se k ní vždy choval zdvořile. Isabela mu do své smrti roku 1644 porodila osm dětí – šest dcer a dva syny; z nich však pouze druhý syn a nejmladší dcera přežily dětská léta. I následník trůnu, asturský princ Baltazar Karel, který byl díky svojí vysoké inteligencí a vůli vládnout považován za velkou naději španělské monarchie, však zemřel předčasně ve svých šestnácti letech. Jediným přeživším potomkem tak zůstala nejmladší dcera Marie Tereza, jež se stala manželkou svého bratrance francouzského „Krále Slunce“ Ludvíka XIV.
Po smrti manželky i syna a následníka Baltazara Karla se Filip roku 1649 znovu oženil se svou neteří Marií Annou Habsburskou.

## Potomci
- 1. Marie Markéta (14. 8. 1621 Madrid – 15. 8. 1621 tamtéž)[1]
- 2. Markéta Marie Kateřina (25. 11. 1623 Madrid – 22. 12. 1623 tamtéž)[2]
- 3. Marie Evženie (21. 11. 1625 Madrid – 21. 7. 1627 tamtéž)[2]
- 4. Izabela Marie Tereza (31. 10. 1627 Madrid – 1. 11. 1627 tamtéž)[3]
- 5. Baltazar Karel (17. 10. 1629 Madrid – 9. 10. 1646 Zaragoza), kníže z Asturie, svobodný a bezdětný[4]
- 6. František Ferdinand (*/† 12. 3. 1634 Madrid)[5]
- 7. Marie Anna Antonie (17. 1. 1636 Madrid – 5. 12. 1636 tamtéž)[2]
- 8. Marie Tereza (10. 9. 1638 Madrid – 30. 7. 1683 Versailles)[6]
⚭ 1660 Ludvík XIV. (5. 9. 1638 Saint-Germain-en-Laye – 1. 9. 1715 Versailles), francouzský král od roku 1643 až do své smrti[7]

## Vývod z předků
|                      |                          |  |                           |                         |  |  |  |  |  |  |  | František Bourbonský |
|                      |                          |  |                           |                         |  |  |  |  |  |  |  |                      |
|                      | Karel IV. Bourbonský     |  |                           |                         |  |  |  |  |  |  |  |                      |
|                      |                          |  |                           |                         |  |  |  |  |  |  |  |                      |
|                      |                          |  |                           | Marie Lucemburská       |  |  |  |  |  |  |  |                      |
|                      |                          |  |                           |                         |  |  |  |  |  |  |  |                      |
|                      | Antonín Navarrský        |  |                           |                         |  |  |  |  |  |  |  |                      |
|                      |                          |  |                           |                         |  |  |  |  |  |  |  |                      |
|                      |                          |  |                           | René z Alençonu         |  |  |  |  |  |  |  |                      |
|                      |                          |  |                           |                         |  |  |  |  |  |  |  |                      |
|                      | Františka z Alençonu     |  |                           |                         |  |  |  |  |  |  |  |                      |
|                      |                          |  |                           |                         |  |  |  |  |  |  |  |                      |
|                      |                          |  |                           | Markéta Lotrinská       |  |  |  |  |  |  |  |                      |
|                      |                          |  |                           |                         |  |  |  |  |  |  |  |                      |
|                      | Jindřich IV. Francouzský |  |                           |                         |  |  |  |  |  |  |  |                      |
|                      |                          |  |                           |                         |  |  |  |  |  |  |  |                      |
|                      |                          |  |                           | Jan III. Navarrský      |  |  |  |  |  |  |  |                      |
|                      |                          |  |                           |                         |  |  |  |  |  |  |  |                      |
|                      | Jindřich II. Navarrský   |  |                           |                         |  |  |  |  |  |  |  |                      |
|                      |                          |  |                           |                         |  |  |  |  |  |  |  |                      |
|                      |                          |  |                           | Kateřina Navarrská      |  |  |  |  |  |  |  |                      |
|                      |                          |  |                           |                         |  |  |  |  |  |  |  |                      |
|                      | Jana III. Navarrská      |  |                           |                         |  |  |  |  |  |  |  |                      |
|                      |                          |  |                           |                         |  |  |  |  |  |  |  |                      |
|                      |                          |  |                           | Karel z Angouleme       |  |  |  |  |  |  |  |                      |
|                      |                          |  |                           |                         |  |  |  |  |  |  |  |                      |
|                      | Markéta z Angoulême      |  |                           |                         |  |  |  |  |  |  |  |                      |
|                      |                          |  |                           |                         |  |  |  |  |  |  |  |                      |
|                      |                          |  |                           | Luisa Savojská          |  |  |  |  |  |  |  |                      |
|                      |                          |  |                           |                         |  |  |  |  |  |  |  |                      |
| 'Izabela Bourbonská' |                          |  |                           |                         |  |  |  |  |  |  |  |                      |
|                      |                          |  |                           |                         |  |  |  |  |  |  |  |                      |
|                      |                          |  | Giovanni dalle Bande Nere |                         |  |  |  |  |  |  |  |                      |
|                      |                          |  |                           |                         |  |  |  |  |  |  |  |                      |
|                      | Cosimo I. Medicejský     |  |                           |                         |  |  |  |  |  |  |  |                      |
|                      |                          |  |                           |                         |  |  |  |  |  |  |  |                      |
|                      |                          |  |                           | Maria Salviati          |  |  |  |  |  |  |  |                      |
|                      |                          |  |                           |                         |  |  |  |  |  |  |  |                      |
|                      | František I. Medicejský  |  |                           |                         |  |  |  |  |  |  |  |                      |
|                      |                          |  |                           |                         |  |  |  |  |  |  |  |                      |
|                      |                          |  |                           | Pedro Álvarez de Toledo |  |  |  |  |  |  |  |                      |
|                      |                          |  |                           |                         |  |  |  |  |  |  |  |                      |
|                      | Eleonora Toledská        |  |                           |                         |  |  |  |  |  |  |  |                      |
|                      |                          |  |                           |                         |  |  |  |  |  |  |  |                      |
|                      |                          |  |                           | Maria Osorio            |  |  |  |  |  |  |  |                      |
|                      |                          |  |                           |                         |  |  |  |  |  |  |  |                      |
|                      | Marie Medicejská         |  |                           |                         |  |  |  |  |  |  |  |                      |
|                      |                          |  |                           |                         |  |  |  |  |  |  |  |                      |
|                      |                          |  |                           | Filip I. Kastilský      |  |  |  |  |  |  |  |                      |
|                      |                          |  |                           |                         |  |  |  |  |  |  |  |                      |
|                      | Ferdinand I. Habsburský  |  |                           |                         |  |  |  |  |  |  |  |                      |
|                      |                          |  |                           |                         |  |  |  |  |  |  |  |                      |
|                      |                          |  |                           | Jana I. Kastilská       |  |  |  |  |  |  |  |                      |
|                      |                          |  |                           |                         |  |  |  |  |  |  |  |                      |
|                      | Johana Habsburská        |  |                           |                         |  |  |  |  |  |  |  |                      |
|                      |                          |  |                           |                         |  |  |  |  |  |  |  |                      |
|                      |                          |  |                           | Vladislav Jagellonský   |  |  |  |  |  |  |  |                      |
|                      |                          |  |                           |                         |  |  |  |  |  |  |  |                      |
|                      | Anna Jagellonská         |  |                           |                         |  |  |  |  |  |  |  |                      |
|                      |                          |  |                           |                         |  |  |  |  |  |  |  |                      |
|                      |                          |  |                           | Anna z Foix a Candale   |  |  |  |  |  |  |  |                      |
|                      |                          |  |                           |                         |  |  |  |  |  |  |  |                      |